# Brede wespenorchis
De brede wespenorchis (Epipactis helleborine) is een overblijvend kruid uit de orchideeënfamilie (Orchidaceae). Uit de wortelstok ontspringen vaak meerdere stengels met een uiteindelijke hoogte van circa 60 cm. Deze wespenorchis groeit met name in bossen, duinen en kreupelhout op zandgronden. In het begin van het bloeiseizoen is de bloemstengel aan de top omgebogen.
In Nederland is de plant vanaf 1 januari 2017 niet meer wettelijk beschermd.

## Bloem
De bloemkleur varieert. Sommigen zijn geheel groen, andere hebben een hoofdkleur rood, wit of geel of hebben een ingewikkelde gemêleerde kleuring met rood, lila, wit, bruin en groen. De bloem is geurloos en heeft een lip uit twee delen, een bekervormige hypochiel en een gespleten epichiel. Een spoor ontbreekt.
De plant bloeit gedurende de maanden juni tot augustus. De bloemen vormen een losse aar of een tros met naar een kant hangende bloemen.
De aar wordt soms door bladluizen bezocht die vervolgens vele mieren aantrekken. Deze orchis kan spontaan in tuinen verschijnen en zich daar door het uitgebreide wortelstelsel behoorlijk uitbreiden. Voorwaarde is een onbewerkte en onbemeste bodem. De bloem vormt een doosvrucht.

## Bestuiving
De brede wespenorchis is aangewezen op bestuiving door wespen. In de Lage Landen betreft dat de soorten gewone wesp (Vespula vulgaris) en Duitse wesp (Vespula germanica). De omstandigheid dat deze wespensoorten een grote voorliefde hebben voor het stuifmeel van klimop brengt met zich mee dat de wespenorchis, eenmaal aanwezig, zich vaak uitbundig verder weet te verspreiden in plantsoentjes waar klimop als bodembedekker wordt gebruikt.

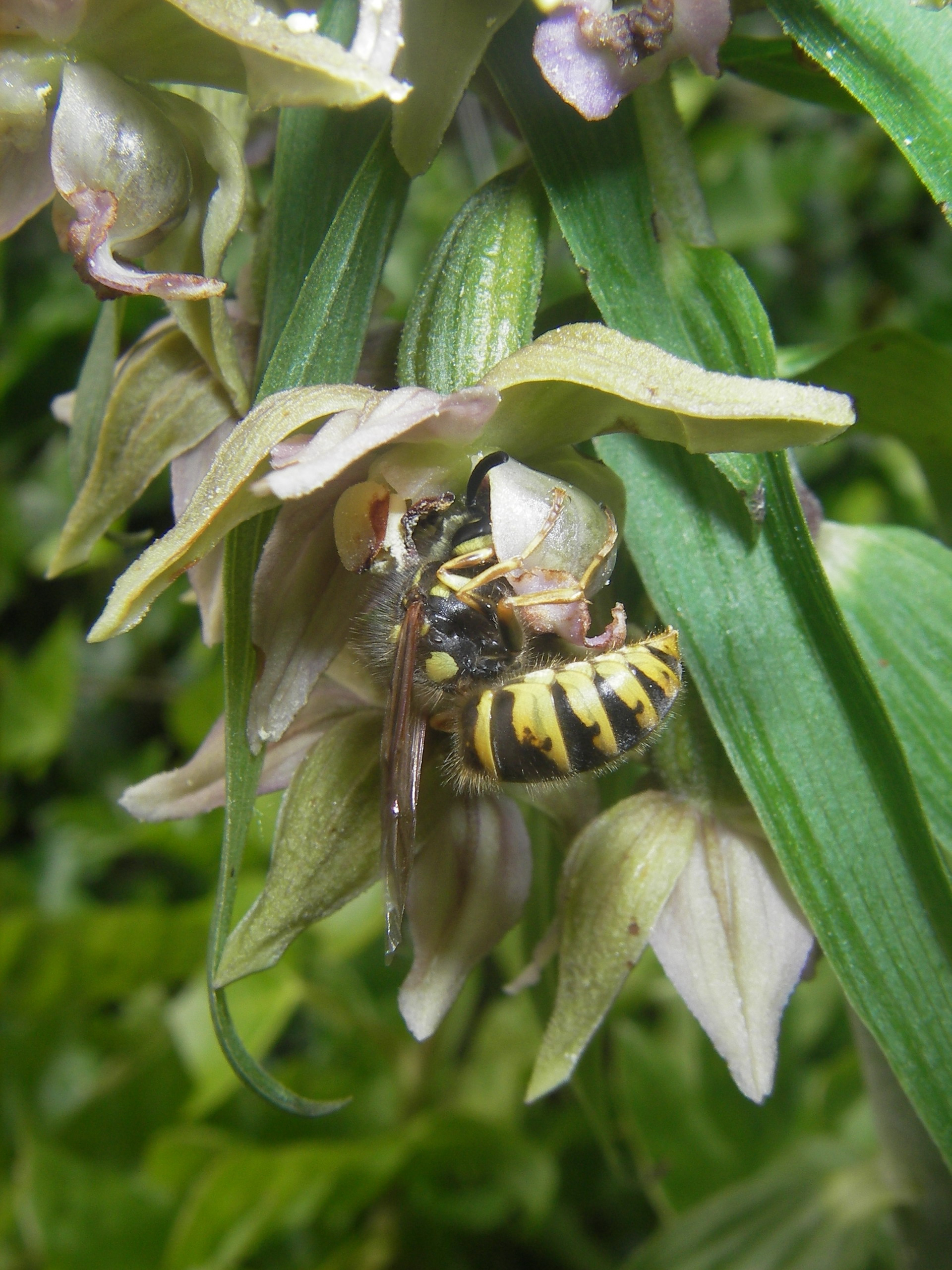
De wespenorchis wordt bestoven door de gewone wesp
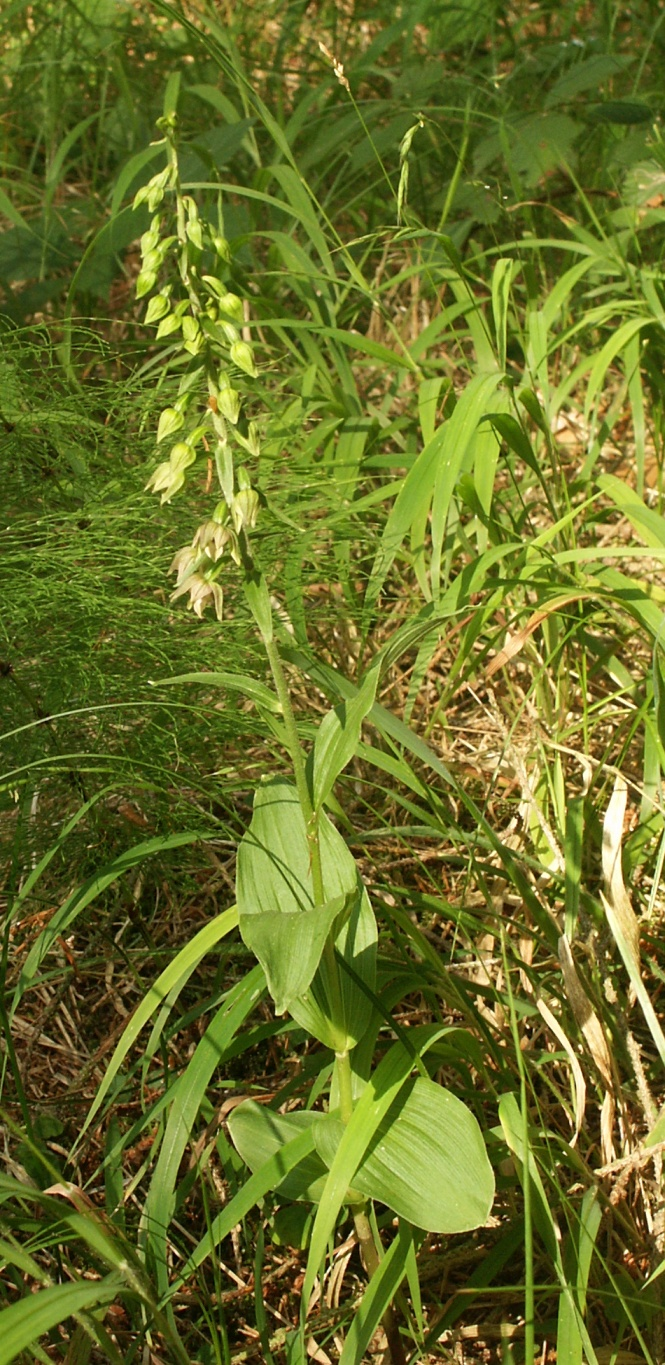
Gehele plant
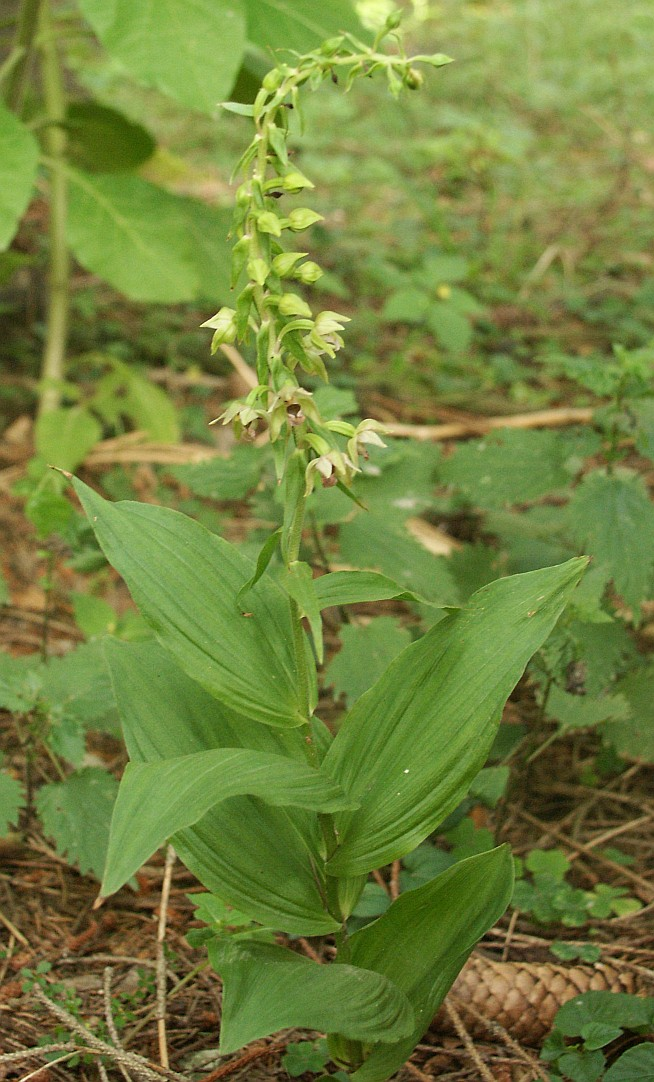
Gehele plant
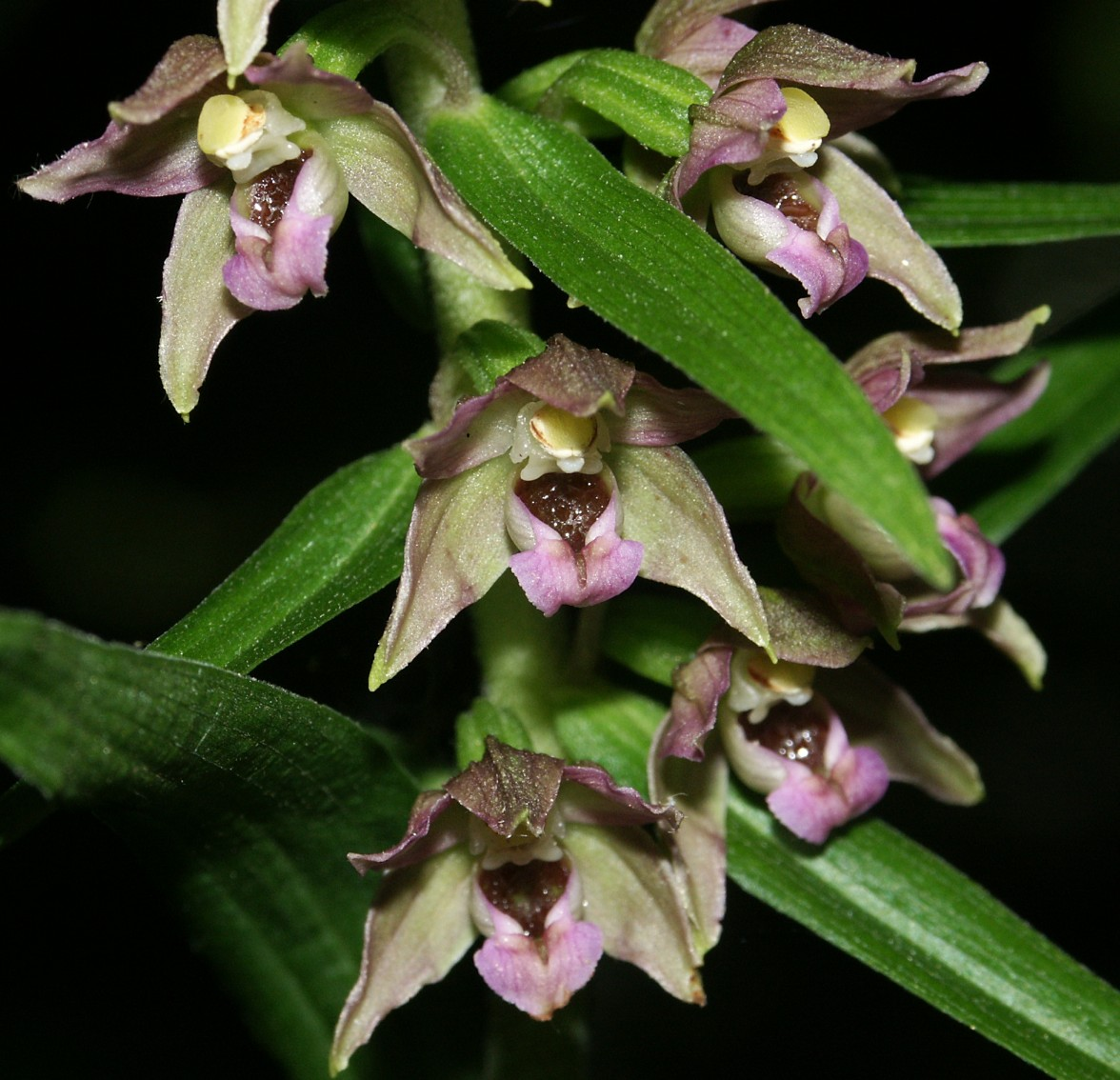
Bloem

## Blad
De bladeren zijn breed eirond en staan verspreid aan de stengel. De middelste bladeren zijn het langst. De stengel glanst onderaan vaak met een roodpaarse glans.
Sectie Arthrochilium

E. palustris (Moeraswespenorchis)

Sectie Cymbochilium

E. veratrifolia

Sectie Epipactis · Ondersectie Autogamepactis 

E. aspromontana · E. bugacensis · E. campeadori · E. cretica · E. danubialis · E. dunensis · E. flaminia · E. futakii · E. greuteri · E. komoricensis · E. leptochilla (Smallippige wespenorchis) · E. leptochila var. neglecta (Vergeten wespenorchis) · E. muelleri (Geelgroene wespenorchis) · E. nauosaensis · E. nordeniorum · E. olympica · E. peitzii · E. placentina · E. pontica · E. provincialis · E. rhodanensis · E. sancta · E. schubertiorum · E. voethi

Sectie Epipactis · Ondersectie Epipactis 

E. degenii · E. densifolia · E. dunensis · E. guegelii · E. helleborine (Brede wespenorchis) · E. helleborine subsp. neerlandica (Duinwespenorchis) · E. heraclea · E. lapidocampi · E. rhodanensis · E. tremolsii · E. turcica

Sectie Epipactis · Ondersectie Porphyreochromatae

E. bythinica · E. distans · E. lusiticana · E. meridionalis · E. pollinensis · E. pseudopurpurata · E. rechingeri · E. troodi · E. purpurata (Paarse wespenorchis)

Sectie Rhytidochilum

E. atrorubens (Bruinrode wespenorchis) · E. cardina · E. condensata · E. kleinii · E. microphylla (Kleinbladige wespenorchis) · E. spiridonovii · E. subclausa 

Sectie Ripariphilae

E. albensis · E. confusa · E. fageticola · E. fibri · E. gracilis · E. mecsekensis · E. persica · E. phyllanthes (Dichte wespenorchis) · E. tallosii